# Драпкин, Борис Семёнович
Борис Семёнович Драпкин (20 апреля 1925, Березна, Черниговская губерния — 20 августа 2002, Рыбинск, Ярославская область) — советский учитель и краевед, организатор Березнянского историко-краеведческого музея, Заслуженный учитель УССР. Отличник народного образования УССР.

## Биография
Родился 20 апреля 1925 года в посёлке Березна (ныне в Менском районе Черниговской области) в еврейской семье.
Участник Великой Отечественной войны с 1943 года, сержант, зенитчик.
После демобилизации работал учителем, много лет был директором средней школы в посёлке Березна.
Почти полстолетия посвятил обучению и воспитанию подрастающего поколения в родном поселке. Сотрудничал с менской районной газетой «Наше слово».
Основатель историко-краеведческого музея имени Г. Г. Верёвки в посёлке Березна.
Организовал и проводил поисково-исследовательскую работу по военно-патриотическому воспитанию и истории Березны.
Собрал множество материалов об известных березенцах — солдатах и генералах, представителях науки и искусства. Им написаны сотни статей по этой тематике.
Заметной стала его монография о «По следам героев войны» с материалами о 16-й гвардейской (112-й Башкирской) кавалерийской дивизии, которая входила в список рекомендуемой литературы по военно-историческому воспитанию школьников, изданный в издательстве «Педагогика» под эгидой Академии педагогических наук СССР.
Изучая жизнь и творчество украинского композитора и дирижёра Украинского народного хора Григория Верёвки (выходца из села Березна), написал о нём книгу «Чародей украинской песни».
В 1994 году вышла в свет его книга «До чистих джерел духовності». Рассказывая о своих методах и формах организации работы со школьниками, о краеведческой деятельности, Б. С. Драпкин поднимал вопросы, связанные с нравственными проблемами современной жизни. По мнению Олеся Гончара, книга получилась не только интересной, но и очень важной, потому что затрагивала вопросы «повышения духовности наших людей». Как считал писатель, «сегодня… это самое важное, потому что от этого зависит наше всё».
Последние годы жизни с женой провели в Рыбинске Ярославской области России, куда переехали к сыну по состоянию здоровья.
Умер 20 августа 2002 года.

## Награды
- Медаль «За боевые заслуги»;
- Медаль «За взятие Кенигсберга»;
- Медаль «За отвагу»;
- Медаль «За победу над Японией»;
- Орден Отечественной войны 2-й степени (1985);
- Заслуженный учитель УССР[14];
- Отличник народного образования УССР;
- Лауреат областной премии имени М. Коцюбинского (1995)[15][14].

## Память
Некоторые публикации Б. С. Драпкина востребованы в наши дни. Так, на проходящей в 2013 году в Донецке книжной выставке, посвящённой 70-летию Национального народного хора имени Г. Верёвки, была представлена книга Б. С. Драпкина «Чародей украинской песни». А его статья 1967 года в газете «Ленинец» Башкирской АССР указывается в библиографии, посвящённой участию башкирской конницы в Великой Отечественной войне. 90-летие со дня рождения Бориса Семёновича Драпкина отмечено в календаре знаменательных и памятных для Черниговской области дат на 2015 год. В 2021 году черниговская областная газета «Деснянка» опубликовала информацию о Б. С. Драпкине в разделе «Славные имена Черниговщины». Уйдя из жизни в 2003 году, он оставил о себе память как «заслуженный учитель УССР, краевед, организатор краеведческого музея и музея Г. Г. Верёвки и лауреат премии имени М. Коцюбинского».